# Pappné Ábrahám Judit
Pappné Ábrahám Judit (Alacska, 1978. november 1. – Pol-e Homri mellett, Baglán tartomány, Afganisztán, 2010. augusztus 23.) magyar katonanő, személyügyi tiszthelyettes, aki Afganisztánban, egy támadás során életét vesztette.

## Élete
2002-ben lett a MH 25. Klapka György Lövészdandár szerződéses katonája, honvéd rendfokozatban, 2006-ban őrmesterré, 2010 júliusában törzsőrmesterré léptették elő. 2003-ban az MH Őr- és Biztosító Szakasz állományában Macedóniában, 2007-ben az MH Őr- és Biztosító Zászlóalj Koszovó állományában, majd 2010-től az MH PRT 8 állományában szolgált. 2007-ben a Békefenntartásért Szolgálati Jellel tüntették ki. Halála után posztumusz hadnaggyá léptették elő, valamint hősnek nyilvánították.

## Halála
2010. augusztus 23-án az MH Tartományi Újjáépítési Csoport 8. váltásának 29 katonája készült vissza Magyarországra. 63 katona vett részt a feladat biztosításában. A négy, felderítő feladatot végző HMMWV (Humvee) mellett tizenegy páncélozott Toyota terepjáróból álló katonai konvoj Pol-e Homriból, a magyar bázisról Mazár-e Sarifba (Mazar-i-Sarif), a repülőtérre tartott. Pol-e Homritól 20 km-re – magyar idő szerint hajnali 3.30 órakor – a konvoj mellett házilagos bomba robbant, majd páncéltörő rakétavetővel megtámadták őket a tálibok. Az egyik kocsiban ülő Pappné Ábrahám Judit meghalt, másik három katona súlyosan megsérült. Egyikük, Kolozsvári György később belehalt a sérüléseibe.
Augusztus 29-én – nemzeti színű zászlóval letakart koporsóját – katonai tiszteletadással fogadták Kecskeméten, az MH 59. Szentgyörgyi Dezső Repülőbázison, majd másnap szülőfalujában, a Borsod-Abaúj-Zemplén megyei Alacskán helyezték örök nyugalomra.